# Ascotis furcaria
Ascotis furcaria är en fjärilsart som beskrevs av Fabricius 1794. Ascotis furcaria ingår i släktet Ascotis och familjen mätare. Inga underarter finns listade i Catalogue of Life.